# 雄飛丸
雄飛丸（ゆうひまる）は、幕末に久留米藩が取得した同藩最初の西洋式船舶。前身は1861年にイギリスのグラスゴーで建造された商船「スワトウ」（Swatow, 汕頭）である。鉄製の蒸気船で、要目は全長150尺（45.5m）・甲板幅21尺（6.4m）・深さ12尺（3.6m）・トン数205トン（800石積み）、2本のマストと1本の煙突という姿であった。
1864年（元治元年）以降、久留米藩では今井栄ら開明的な佐幕派の指導により、西洋式軍備の導入が急速に進められた。その一環として西洋式海軍の整備も着手された。同年2月（元治元年1月）に最初の1隻として、長崎でイギリス商人トーマス・グラバーから商船「スワトウ」を代金75000ドルで購入、「雄飛丸」と改名した。
それまで久留米藩では海軍創設の準備はされておらず、長崎海軍伝習にも藩士を参加させていなかった。そこで、本船の購入翌月に薩摩藩と佐賀藩に支援を要請し、薩摩藩から木村宗之丞ら士官・水夫・機関士、佐賀藩からも中牟田倉之助の派遣を受けて乗員養成を始めた。その後も久留米藩では1866年（慶応2年）に「晨風丸」など蒸気船・帆船5隻、1867年（慶応3年）にも蒸気船「千歳丸」を購入し、西洋式艦船7隻を揃える諸藩で有数の規模の海軍を持つに至った。
戊辰戦争が勃発すると、久留米藩は明治政府方で参戦した。「雄飛丸」は、1868年（明治元年）に佐賀藩の「孟春丸」および薩摩藩の「豊瑞丸」とともに大阪から横浜へ兵員輸送を行っており、これは明治維新後の日本海軍にとって史上初の艦隊行動であった。このとき、大砲2門と小銃125丁を搭載していた。